# Premi Servais
El Premi Servais per la literatura (francès: Prix Servais pour la littérature) és un premi literari de Luxemburg, celebrat anualment des del 1992, organitzat per la Fundació Servais. El guanyador és escollit per un jurat, i pot ser entregat a qualsevol escriptor luxemburguès, independentment del format o la llengua que utilitzi. El premi està dotat amb 6.000 euros.

## Llista de premiats
| Any  | Guanyador                             | Obra                                       |
| ---- | ------------------------------------- | ------------------------------------------ |
| 1992 | Roger Manderscheid                    | De Papagei um Käschtebam                   |
| 1993 | Pol Greisch                           | Äddi Charel - Besuch - E Stéck Streisel    |
| 1994 | Jean Portante                         | Mrs. Hallory ou Les mémoires d'une baleine |
| 1995 | Joseph Kohnen                         | Special prize - for Kohnen's life work     |
| 1996 | Lex Jacoby                            | Wasserzeichen                              |
| 1997 | Margret Steckel                       | Der Letzte vom Bayrischen Platz            |
| 1998 | José Ensch                            | Dans les cages du vent                     |
| 1999 | Jhemp Hoscheit                        | Perl oder Pica                             |
| 2000 | Pol Schmoetten                        | Der Tag des Igels                          |
| 2001 | Roland Harsch                         | Laub und Nadel                             |
| 2002 | Guy Helminger                         | Rost                                       |
| 2003 | Jean Sorrente                         | Et donc tout un roman                      |
| 2004 | Claudine Muno                         | Frigo                                      |
| 2005 | Jean-Paul Jacobs                      | Jenes Gedicht & Mit nichts                 |
| 2006 | Guy Rewenig                           | Passt die Maus ins Schneckenhaus?          |
| 2007 | Lambert Schlechter                    | Le murmure du monde                        |
| 2008 | Anise Koltz                           | L'ailleurs des mots                        |
| 2009 | Pol Sax                               | U5                                         |
| 2010 | Tania Naskandy (àlies de Guy Rewenig) | Sibiresch Eisebunn                         |
| 2011 | Jean Krier                            | Herzens Lust Spiele                        |
| 2012 | Gilles Ortlieb                        | Tombeau des anges                          |
| 2013 | Pol Greisch                           | De Monni aus Amerika                       |
| 2014 | Nico Helminger                        | Abrasch                                    |
| 2015 | Roland Meyer                          | Roughmix                                   |